# چارلزتون (آرکانزاس)
چارلزتون (آرکانزاس) (به انگلیسی: Charleston, Arkansas) یک شهر در ایالات متحده آمریکا با جمعیت ۲٬۹۶۵ نفر است که در آرکانزاس واقع شده‌است.

## موقعیت جغرافیایی
موقعیت جغرافیایی شهرها و مناطق اطراف به شرح زیر است: